# Estació de Ripoll
Ripoll és una estació de ferrocarril propietat d'adif situada a la població de Ripoll a la comarca del Ripollès. L'estació és el nexe d'unió entre la línia Barcelona-Ripoll i la línia Ripoll-Puigcerdà per on circulen trens de la línia R3 de Rodalies de Catalunya operat per Renfe Operadora, que tot i formar part de Rodalies no té tarifació com a tal.
Tot i que sovint es coneix la línia com Barcelona-Puigcerdà, la història de l'estació de Ripoll es remunta a la construcció de dues línies: la Línia Barcelona - Ripoll - Sant Joan de les Abadesses i la línia Ripoll-Puigcerdà o Transpirinenc.
Part dels trens procedents de l'Hospitalet de Llobregat finalitzen aquí el seu recorregut i l'inicien posteriorment cap a l'Hospitalet.
L'any 2016 va registrar l'entrada de 76.000 passatgers.

## Història
El tren va arribar a Ripoll quan es va obrir el tram entre Sant Quirze de Besora i Ripoll l'any 1880, aquell mateix any es va obrir la resta del tram fins a Sant Joan de les Abadesses, per connectar les indústries barcelonines amb les mines del Pirineu. Pel que fa a la línia Ripoll-Puigcerdà, amb la idea de comunicar amb la xarxa francesa, es va obrir el primer tram l'any 1919 quan va entrar en servei el tram entre Ripoll i Ribes de Freser. El 1922 arribava Puigcerdà i el 1929 la connexió transpirinenca a Puigcerdà i a la Tor de Querol.
El projecte del Transpirinenc va incluir la construcció d'un nou edifici per passatgers, aixecat entre el 1925 i el 1929. La no finatlizació del projecte amb la conversió de la línia a ample estandard, va deixar el nou edicfici sense ús.
El tram entre Ripoll i Sant Joan es va tancar el 1980 perdent la connexió amb el sud-est del Ripollès. El tram desafectat es va reconvertir en la via verda anomenada Ruta del Ferro i del Carbó.
Actualment encara s'hi pot veure exposat un exemplar restaurat, tot i que deteriorat per vandalisme, de la mítica locomotora de la sèrie 1000 de Renfe, construïda expressament per aquesta línia de tren.

## Serveis ferroviaris
| Rodalia de Barcelona      |                       |             |                                            |                        |
| Procedència/Destinació    | <                     | Línia       | >                                          | Procedència/Destinació |
| L'Hospitalet de Llobregat | La Farga de Bebié     |             | terminal                                   | terminal               |
| L'Hospitalet de Llobregat | Sant Quirze de Besora | Campdevànol | Ribes de Freser Puigcerdà La Tor de Querol |                        |

## Galeria d'imatges

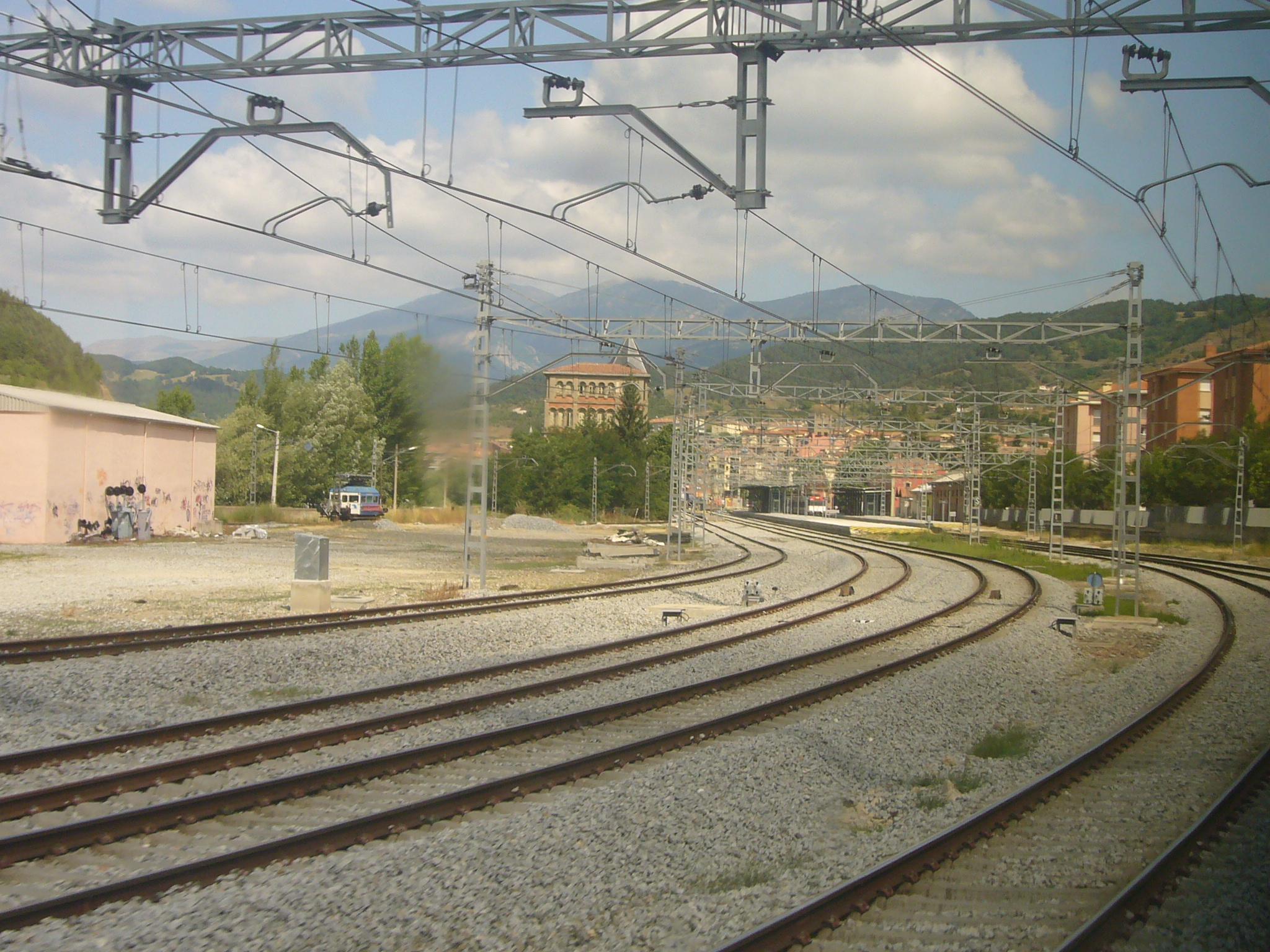
Entrada i platja de vies de l'estació
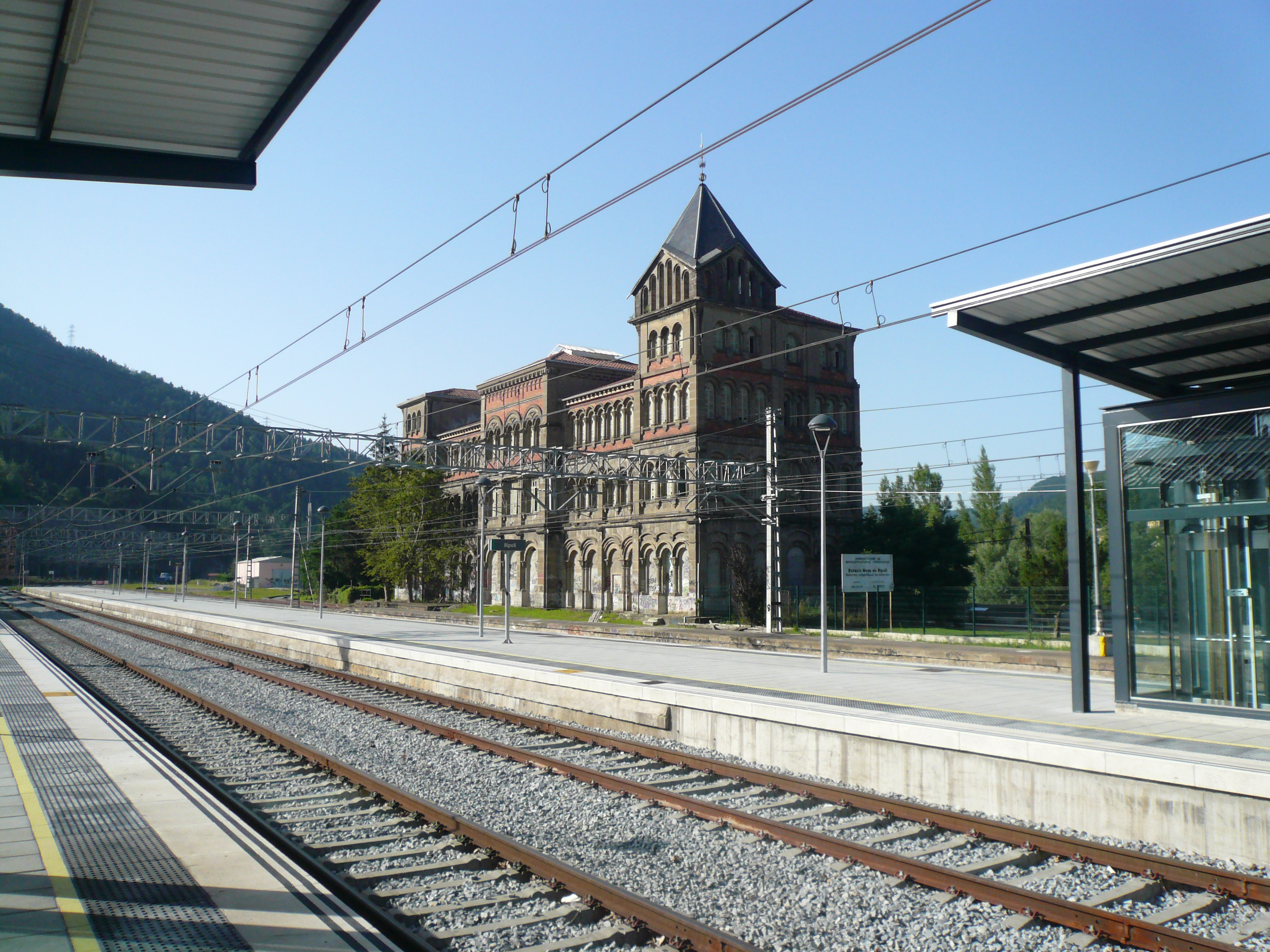
Vies i andanes de l'estació
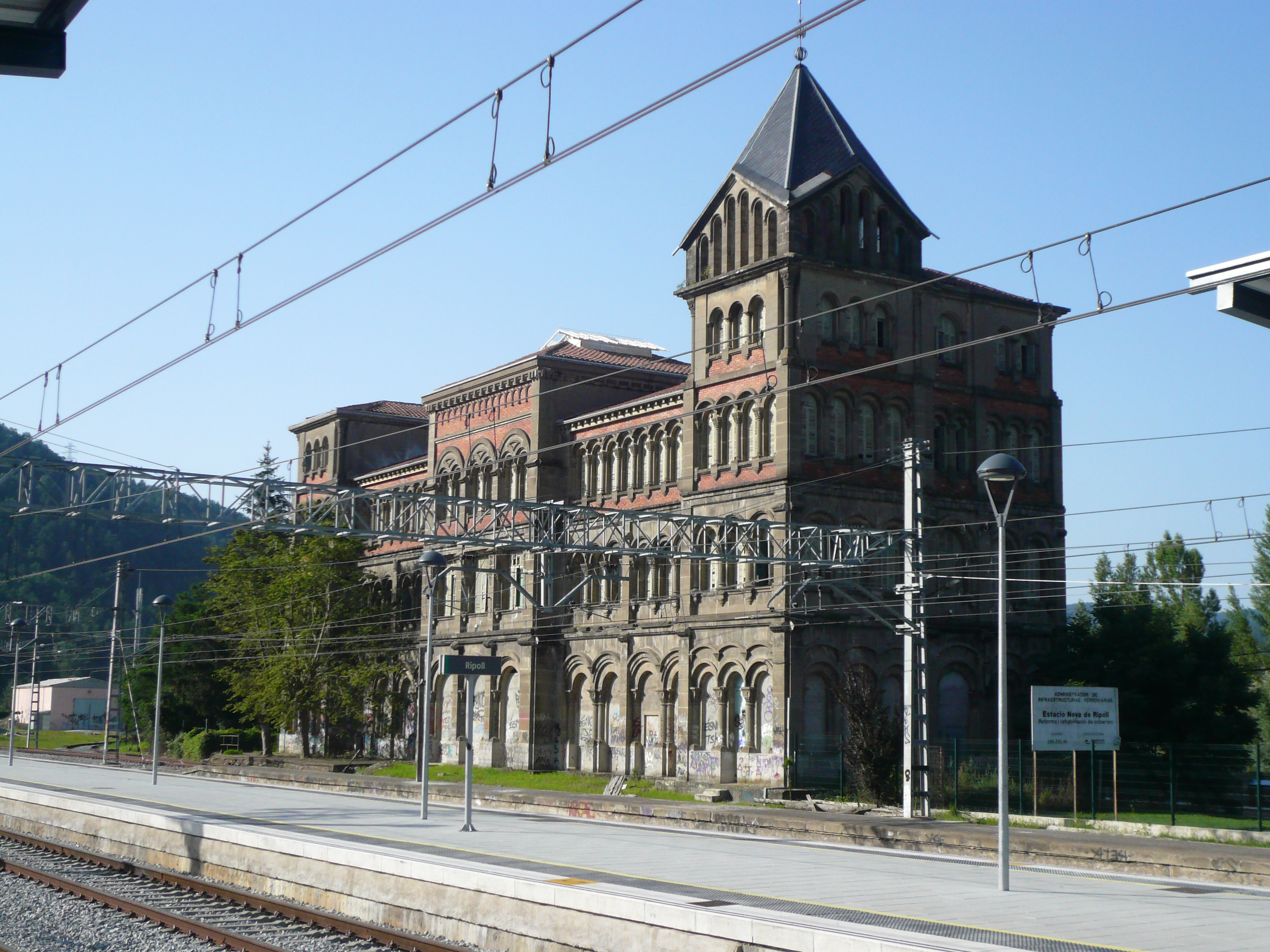
Edifici countruït en ocasió del Transpirinenc mai inaugurat
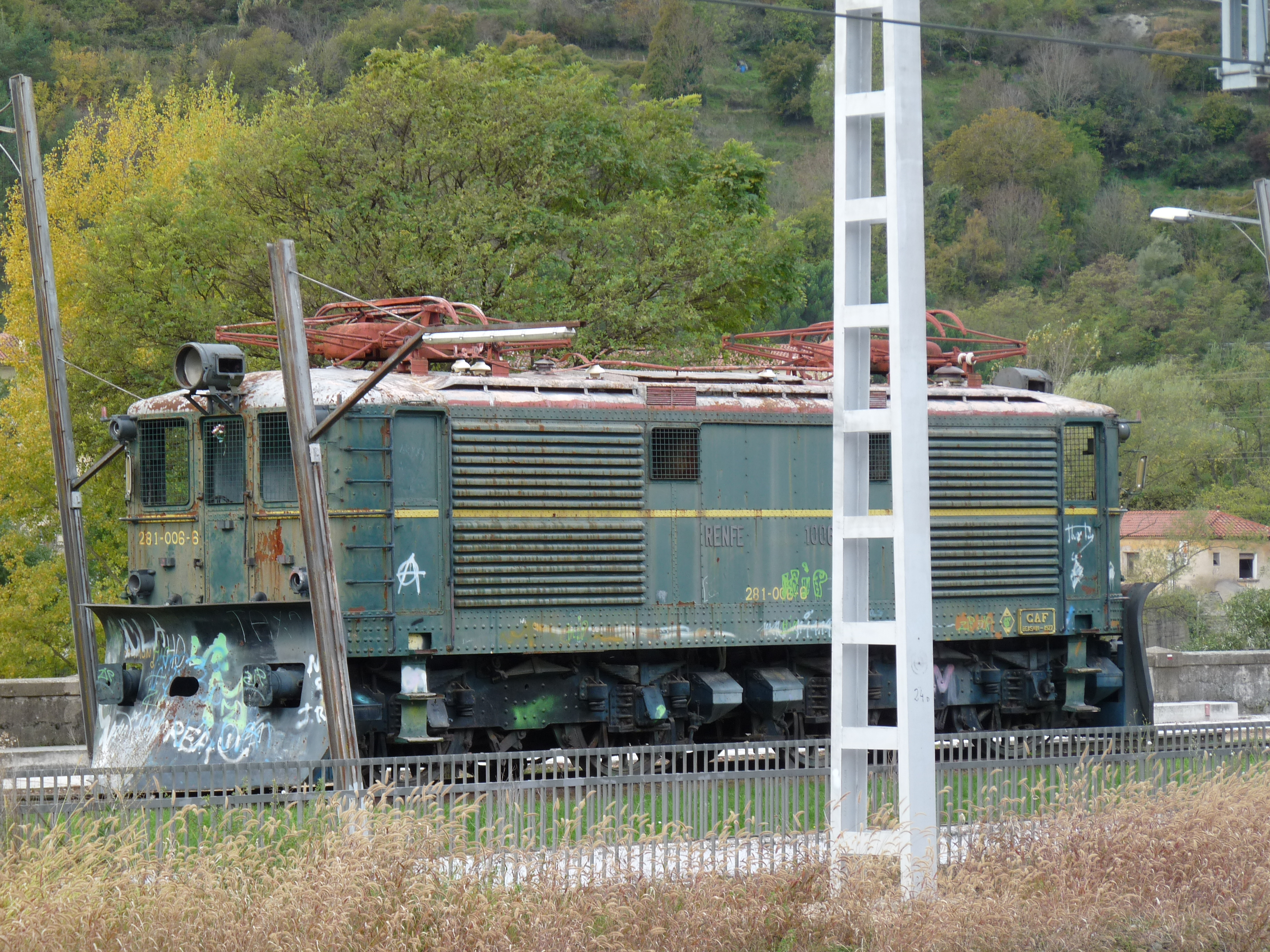
Primera unitat elèctrica del Transpirinenc descansa a l'estació